# Antonio Amary
Antonio Amary (Teramo, 21 novembre 1816 – L'Aquila, 28 dicembre 1857) è stato un geologo italiano, professore di Geologia al Real Collegio dell'Aquila.

## Biografia
Figlio di Francesco, medico chirurgo, e di Saveria De Panicis. Studiò nei Collegi di Teramo e L'Aquila dove ebbe anche i primi rudimenti delle Scienze naturali.
Frequentò l'Università a Napoli dove seguì gli insegnamenti di Oronzo Gabriele Costa per la Zoologia, di Michele Tenore per la Botanica e di Leopoldo Pilla per la Geologia.
Fu accettato nell'Accademia degli aspiranti naturalisti fondata dal Costa con il quale collaborò alla redazione della Statistica fisica ed economica dell'Isola di Capri. Particolarmente apprezzati negli ambienti accademici furono i suoi primi studi su alcune specie di farfalle del Regno di Napoli.
Nel 1841 si laureò in Medicina e per breve tempo fu medico a Teramo, sua città natale. Al termine di una difficile ascensione, il 23 agosto del 1843, raggiunse la cima del Gran Sasso. Forse proprio a causa delle avverse condizioni climatiche di quella giornata si ammalò gravemente e fu costretto a rientrare a Napoli per meglio curarsi.
Da quel momento preferì abbandonare l'esercizio della Medicina e dedicarsi allo studio della Geologia. Con una Memoria intorno alla geologia del teramano, partecipò al Congresso della Società italiana per il progresso delle scienze tenuto a Napoli nel 1845.
Collaborò in quegli anni con Ignazio Rozzi, titolare della Cattedra di Storia naturale nel Real Collegio di Teramo e collaborò con la rivista "Il Gran Sasso d'Italia" da Rozzi fondata e diretta.
Ebbe quindi la cattedra di Mineralogia e Geologia presso il Real Collegio dell'Aquila. Qui, nel 1854 dette alle stampe la Storia naturale e inorganica della Provincia di Teramo.
Fu socio ordinario della Società economica del Primo Abruzzo Ulteriore. Collaborò agli Annali dell'Accademia degli aspiranti naturalisti.

## Iconografia
Un ritratto di Antonio Amary, un olio su tela dipinto da Gennaro Della Monica nel 1870, è conservato presso la Biblioteca provinciale Melchiorre Dèlfico di Teramo.

## Scritti
- Sulla geologia del Teramano negli Abruzzi, in Atti della VII Riunione degli Scienziati italiani, parte II, Napoli, 1846;
- Primi elementi di Mineralogia, Aquila, Tip. Aternina, 1850;
- Storia naturale e inorganica della provincia teramana, Aquila, Tip. Aternina, 1854, e riedizione Bellante (Teramo), Centro culturale aprutino, 1994;